# Племе Зубци
Племе Зубци  у ширем значењу је врста људске заједнице састављена из различитих братства или породица: Даниловићи, Вукаловићи, Спајићи, Вици ... настала на преостору Зубачког поља у Источној Херцеговини с почетка новог века. на тромеђи трију држава (БиХ, Хрватске и Црне Горе) на једној природно лепој висоравни. Села, засеоци и домаћинске куће овог племена су по „правилу“ разасуте уз крај поља и долова или дубље у брдима. Географска издвојеност висоравни утицала је да становништво живи издвојено од „осталог света“ и родбински де поприлично повеже до опасне границе крвномешања, нарочито по женској линији која се мање прати, што оставља здравствене последице на, из тих бракова, створене генерације.

## Географско порекло
Зубачко поље у коме је потекло племе Зупци је географски затворена целина или заравњена површина  широка  2 до 3 км на надморској висини од 6 до 800 метара. У њему доминира крашки рељеф са бројним огољеним кречњачким вртовима.
Зубачко поље је  у географском смислу од околине потпуно одвојено, једним делом брдским, а другим делом планинским венцима. Па је тако са једне стране окружено камењем и голим брдима, а са јужне стране високом планином – Бијелом гором – са столетним боровима, јелама, буквама и муликама, одвајајућу Зупце од Кривошија, које су у политичкој заједници са Боком.
Сутјеска одваја Бугојево село и  Коњско од Зубачкога поља и пресеца брдски венац са источне стране, који је везан с Бијелом гором.

Природа карстног рељефа, Зупцима није дала богатство водом, јер је некадашња река Сућеска, настала од ледника у дубокој прошлости, и временом ишчезла кроз пукотине, остављајући иза себе велике пешчане наносе. О оме говори ово народно предање:
Ријека, која је текла кроз Сутјеску, извирала је из Убала под Јастепцем у Бијелој гори; па како је топила и плавила већи дио Зубачкога поља, неко их научи да бивољским кожама и катраном забуше главу (извор) реке. Кад су га забушили, веле, чуо се је страховит  тутањ испод Бијеле горе, док није вода пробила к мору.

## Насеља
Насеобине у Зубачком пољу у којима су живели припадници племена Зупци су:
- Турмента, 25 кућа и црква Велике Госпође;
- Орашје, 16 кућа;
- Тули, 12 кућа;
- Поткрај, 11 кућа;
- Куна главица, 7 кућа;
- Ограда, 12 кућа;
- Дренови до, 24 кућа;
- Граб (Спаићи), 20 кућа и црква Петковица у пољу;
- Бугојево село, 20 кућа и црква Светог Илије;
- Коњско (Пољице), 30 кућа и црква Светог Спаса.

Село Граб, које је у сва времена било административни центар Зубаца и до данас је то остало, јер је
данас најмногољудније село у Зубачком пољу. 
Из Граба иду два важна међудржавна путна правца:
- један је стари пут преко Рупа за Херцег Нови и Црну Гору,
- други је за сада затворени пут и међудржавни прелаз за Конавле и Хрватску.

## Карактеристике
Ово српско јуначко племе настало је у Требињском Округу између Требиња, Корјенића, Кривошија, Крушевице и Конавала на висоравни под именом: Зубачко поље смештено у каменитом окружењу и опасаном са једне стране голим брдима, а са друге високом планином – Бијелом гором – обраслом столетним боровима, јелама, буквама и моликама, одвајајућу Зубачко поље од Кривошија, које су били у политичкој заједници са Боком.
Зубчани су по свом карактеру врло затворени и шкрти на речима, подозриви и сумњичави према свему и свакоме ко долази са стране и „уноси нешто ново“. Врло су конзервативни, резервнисани и одани вековима утврђеним обичајима и вери православних Срба.
Ово храбро племе у време вишевековне владавине Османлија Херцеговином никад није било сасвим подређено турској власти, јер су били  у свему најчистији српски тип становништва.
По изгледу били су коштуњави, снажни, окретни, бистри, убојити, поуздани, истрајни, већином црномањасти.
Оружје им је уза живота и поштења (части) најмилиј, а гусле, јуначке песме и српски народни обичаји у срцу и души.
У племену није било великих задруга. Братства су била задруге у одбрани од насртања непријатеља.

### Одећа
Свакодневно одело зупчана састојало се од:
- бјелаче (гуња) од белога домаћег уваљаног сукна
- грудњака (џамадан) од црвене чохе или сукна;
- чакшира од раше модре
- доколеница од белог уваљаног сукна
- чарапа и назувиа, или напрстака, од ишаране вуне
- опанцака на врнчанице с обувачама од опуте;
- потпасака од говеђе коже у црвеној боји, преко њега тканица од домаће вуне, проста или ишарана
- струке од беле или црне вуне са стријекама у боји на крајевима до реса,
- капае заврата, или фес црвен.

### Оружје
Оружје имућнијих припадника племана било је: 
- један или два сребрњака,
- нож (јатаган) с рукодржом од слонове кости у појасу,
- џефердар о рамену.

Оружје сиромашнијих припадника племана било је: 
- један пиштољ
- нож у појасу,
- дуга пушка (лазарина од 7 педи) о рамену.

### Куће за становање
Куће зупчана су биле позумљуше, сухомеђаре и кровињаре. Само је по нека сазидана од камена и креча са једном просторијом.

## Зупци код Бара
Неки Зупци су се пред турском влашћу преселили на млетачку територију код Бара, где су се покатоличили. Основали су село Зупци, које је носило име по њиховом племену и старој области у Херцеговини. О том предању је крајем 19. века писао Павле Ровински.